# Snežnica
Snežnica – wieś (obec) w północnej Słowacji, w powiecie Kysucké Nové Mesto, w kraju żylińskim. Po raz pierwszy wzmiankowana w 1426 roku jako Szneznycz.